# Verbascum letourneuxii
Verbascum letourneuxii är en flenörtsväxtart som beskrevs av Aschers. och Schweinf.. Verbascum letourneuxii ingår i släktet kungsljus, och familjen flenörtsväxter. Inga underarter finns listade i Catalogue of Life.